# Провидение

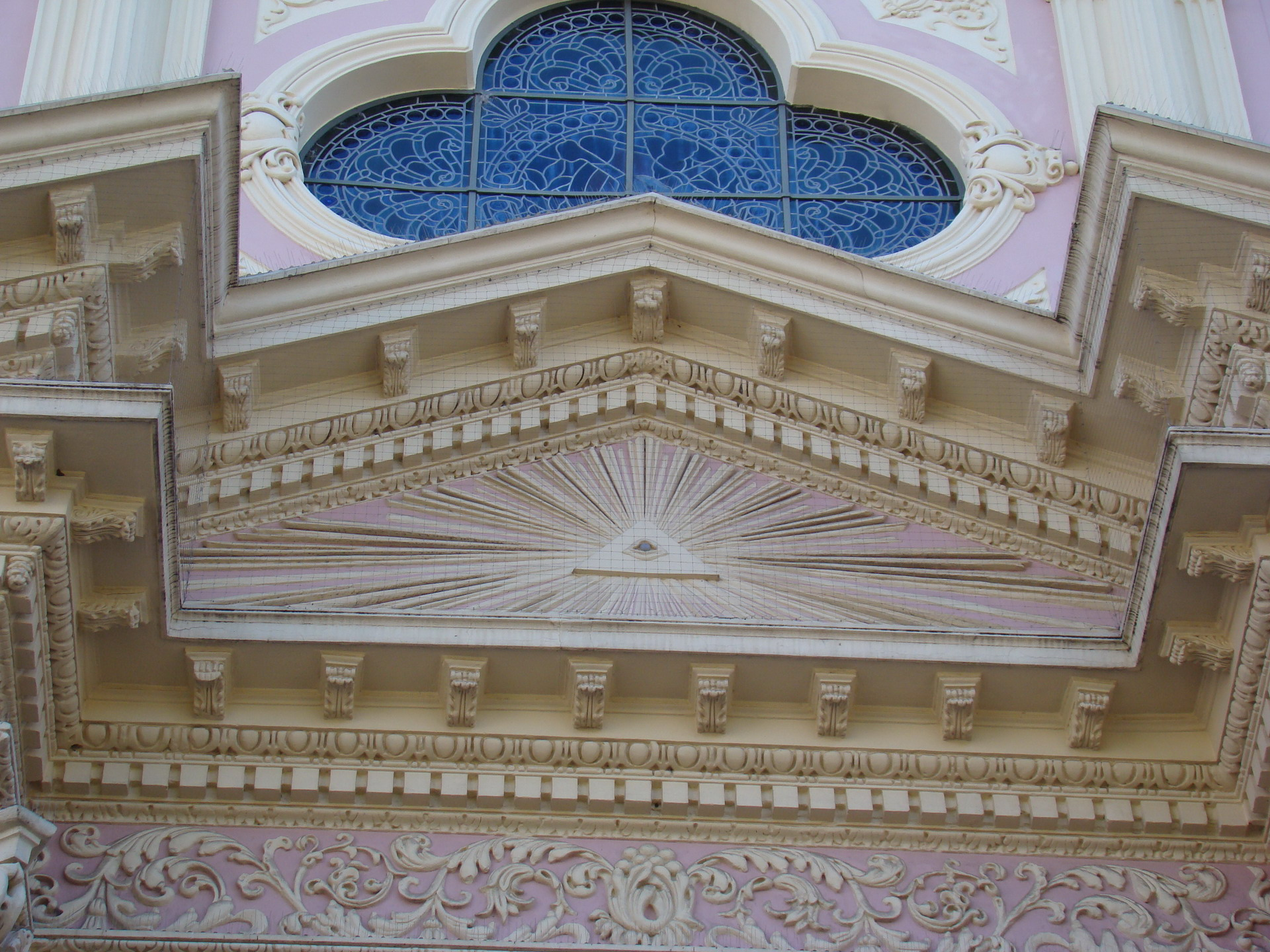
Всевидящее Око. Фасад Кафедрального собора, Сальта (Аргентина)

Провиде́ние (промысел Божий, или промысл Божий, греч. πρόνοια, лат. Providentia) — целесообразное действие Бога, Высшего Существа, направленное к наибольшему благу творения вообще, человека и человечества в особенности.

## История понятия
Идея провидения зародилась уже в Древней Греции как среди философов, так и в религии (богини судьбы Мойры). В философии учение о провидении появляется с Сократом, понимавшим божество как мировой разум, действующий по идее добра. В богах народной религии Сократ был склонен видеть особые орудия провиденциального действия, каковым был и его личный демон. В мировоззрении Сократа чисто теистические элементы смешиваются с пантеистическими. Последние получили решительный перевес у стоиков, которые много рассуждали о провидении, понимая под этим необходимую зависимость всего совершающегося от универсального разума как внутреннего существа или природы мирового целого; понятие провидения переходит, таким образом, в понятие судьба.
Идея провидения занимает большое место в александрийской философии, которая, оспаривая эпикурейское учение о случайности, старается также устранить и стоический фатализм. Филон Александрийский, оставивший особое сочинение о провидении, обуславливает возможность провиденциального отношения Бога к миру посредствующей силой Логоса, создавшего мир и ведущего его к благу с помощью других подчинённых ему разумных сил. Это посредствующее действие необходимо потому, что само верховное Божество, будучи абсолютно неизменным, вневременным и т. д., не может иметь никакого непосредственного общения с временными происшествиями во вселенной. После Филона особенно занимался вопросом о провидении Плутарх; он восставал против фатализма стоиков, как уничтожающего понятие возможности (все признавая одинаково необходимым), свободу воли, нравственную ответственность и делающего Божество причиной зла. Провидение определяется у Плутарха как «воля и мысль верховного Бога, заботящегося обо всем». Эта высшая воля осуществляется трояким образом. Устроение целой вселенной зависит прямо от самого Божества, от которого, однако, различается его исполнительная сила под именем мировой души; возникновение и сохранение всех смертных существ есть дело «видимых богов» — светил небесных, — действующих по мировым законам; деяния и судьбы людей находятся под надзором и руководством «демонов» или гениев. Рок (ειμαρμένη) есть непреложный закон, в силу которого известные поступки связаны с известными последствиями; но совершение или несовершение того или другого поступка разумным существом зависит не от рока, а от собственной нравственной воли данного существа.
По учению Плотина, наш низший мир душевно-материального бытия обусловлен высшей областью Ума и абсолютного Добра, оттуда имея все своё положительное содержание, поэтому все, у нас бывающее, представляет ту степень совершенства, какая только возможна по самой природе этой низшей области, то есть в меру её удаления от абсолютного совершенства. Внутренняя зависимость всего, что существует или происходит в нашем чувственном мире, от мира сверхчувственного и есть то, что Плотин называет провидением: все имеет разумный смысл, поскольку все причастно абсолютному Уму, все — добро, поскольку первое основание всего есть само абсолютное Добро. В воззрении Прокла на провидение более резко выступает положение, что виной зла — не высшие начала мироздания, а собственная воля конечных существ: «смертное животное само есть для себя причина зол».
В средневековой философии — а также и новой — поскольку она сохранила теистический характер, — учение о провидении большей частью зависит от схоластического догматизма с присущими ему антропопатизмами. Сюда принадлежат, например, нескончаемые рассуждения о том, распространяется ли провидение Божие на частные и индивидуальные происшествия или же определяет только общий ход мировых событий. Самый вопрос держится, очевидно, на ребяческом представлении, что для Высшего Существа какие-нибудь частности существуют сами по себе, вне их истинной связи с целым, а целое — отвлечённо от своих частностей. Философское понимание провидения затрудняется тремя существенными вопросами: 1) как согласовать вечность Божества с Его провиденциальным действием во временном мировом процессе? 2) Как согласовать непреложность провиденциального действия с нравственной ответственностью человека? 3) Как согласовать совершенное Добро — основание и цель провиденциального действия — с существованием зла и бедствий в мире? В исследовании и решении этих трёх вопросов новая философия не показала значительных успехов сравнительно с древней.

## В христианстве
По определению митрополита Филарета (Дроздова) (в «Пространном христианском катихизисе»), промысл Божий есть «непрестанное действие всемогущества, премудрости и благости Божией, которым Бог сохраняет бытие и силы тварей, направляет их к благим целям, всякому добру вспомоществует, а возникающее через удаление от добра зло пресекает или исправляет и обращает к добрым последствиям».
Этими понятиями, не чуждыми, в основных чертах, всем религиям, не исчерпывается идея промысла Божиего вполне. Она получает свою законченность в христианстве, указывающем на бесконечную любовь Божию, в обновлении человечества искуплением и возведении его к высшему нравственному совершенству.
Христианское учение о промысле Божием подробно раскрыто в Святом Писании и в Священном Предании (см. епископ Сильвестр. Опыт православного догматического Богословия. — Киев, 1878—1891. — Т. III). Богословие всех христианских исповеданий содержит в себе возражения против пантеистов, материалистов, деистов, лейбницевой теории предустановленной гармонии, обычных житейских указаний на существование в мире зла, на господство порока, на злодейства отдельных лиц, на страдания невинных, на физические бедствия, разрушающие нормальный строй природы и т. д.
На христианском учении о промысле Божием основываются все те отношения, которые называются религиозными. В русской литературе по этим вопросам писали богословы В. Д. Кудрявцев-Платонов («Прибавление к творчеству святых отцев в русском переводе», 1871, XXIV), Иоанн Смоленский («Христианское чтение», 1876, 1), Ф. А. Голубинский («Странник», 1862) и другие.
Считается, что промысл Божий абсолютно праведный, но он непостижим ни людям, ни ангелам. Ещё святитель Василий Великий благоговейно недоумевал, почему в жизни случается так, что одну девушку отдают в монастырь, где она в непрестанной молитве становится преподобной и спасает свою душу, а другую в это же время отдают в публичный дом, где она в постоянном разврате и пьянстве губит свою душу и обрекает себя на вечное мучение (Беседа на 32-й псалом). В некотором смысле тайну о промысле Божием приоткрывает библейское повествование о многострадальном праведном Иове, чьи страдания (в том числе гибель всех его боголюбивых детей) казались как бы несправедливыми.